# Nuevo Cantón
Nuevo Cantón är en ort i Mexiko.   Den ligger i kommunen Isla och delstaten Veracruz, i den sydöstra delen av landet, 400 km öster om huvudstaden Mexico City. Nuevo Cantón ligger 78 meter över havet och antalet invånare är 461.
Terrängen runt Nuevo Cantón är platt. Runt Nuevo Cantón är det ganska glesbefolkat, med 27 invånare per kvadratkilometer. Närmaste större samhälle är Juan Rodríguez Clara, 13,4 km öster om Nuevo Cantón. Omgivningarna runt Nuevo Cantón är en mosaik av jordbruksmark och naturlig växtlighet.